# Сражение в Монтерейском ущелье
Сражение в Монтерейском ущелье (англ. Fight at Monterey Pass) — произошло 4—5 июля 1863 года и было одним из сражений Геттисбергской кампании во время гражданской войны в США. Колонна с ранеными II корпуса генерала Юэлла после сражения при Геттисберге отступала на юг, а федеральная кавалерия Джадсона Килпатрика атаковала их в Монтерейском проходе в Южных горах. Небольшому отряду мерилендской кавалерии удалось задержать Килпатрика, но в результате северяне смогли уничтожить сотни повозок и захватить множество пленных.

## Предыстория
После неудач под Геттисбергом 3 июня 1863 года генерал Роберт Ли приказал Северовирджинской армии отступать на запад. Не дождавшись контратаки Потомакской армии к вечеру 4 июля, Ли осознал, что уже ничего не может сделать за эту кампанию и ему остается только отвести армию в Вирджинию. Теперь ему было гораздо труднее снабжать свою армию, в то время как северяне могли беспрепятственно получать подкрепления. Однако, прежде чем увести в тыл пехоту и артиллерию, Ли предпочел заняться переброской обозов с ранеными и припасами. Их направили через Южные Горы в Камберлендскую долину. Основную часть своих обозов он поручил Джону Имбодену и направил их по чамберсбергскому шоссе, через Кэштаун в Мериленд, в направлении на Чамберсберг и Хагерстаун.
Пока обозы Имбодена двигались на северо-запад, Ли избрал более короткий путь для своих корпусов: на юго-запад, через Фэирфилд и через Монтеррейское ущелье на Хагерстаун. 4 июля, после наступления темноты, Третий корпус Эмброуза Хилла начал движение по Фэирфилдской дороге, за ним последовал корпус Джеймса Лонгстрита и корпус Юэлла. Ли двигался во главе колонны вместе с корпусом Хилла.
Однако, отступление по фэирфилдской дороге началось ещё вечером 3 июля, когда Юэлл отправил на запад стада захваченного скота и часть своего обоза. Он разделил свой обоз на три части: одна двигалась через ущелье Кэштаун, вторая через Фэирфилдское ущелье, третья — через Монтеррейское ущелье. В последнее обозы вошли сразу за дивизией Пикетта, которая сопровождала пленных.
Рано утром 4 июля Мид послал свою кавалерию в тыл противнику, чтобы повредить коммуникациям и беспокоить противника, как только возможно. Отправлено было восемь кавалерийских бригад. Бригада полковника Ирвина Грегга двигалась на Кэштаун через Хантерстаун, но все остальные пошли на юг от Геттисберга. Дивизия Джадсона Килпатрика объединилась с бригадой полковника Пеннока Хьеу и им было приказано обнаружить и уничтожить недавно замеченный крупный обоз противника. Предполагая, что обоз Юэлла представляет собой основной обоз армии Ли, Килпатрик сразу же бросился его преследовать — примерно в 10 утра 4-го июля, направляясь на село Фоунтейн-Дейл и Монтеррейское ущелье.
Стюарт, командующий кавалерией юга, понимал всю важность защиты горных проходов и поручил это задание бригадам Беверли Робертсона и Вильяма Джонса. Осознавая уязвимость громадных обозов Юэлла в узком ущелье, Джонс попросил разрешения задействовать для защиты всю бригаду. Стюарт передал ему 6-й и 7-й вирджинские кавполки и батарею конной артиллерии капитана Роджера Престона Чеу. 7-й вирджинский был вскоре отозван и заменен на 4-й северокаролинский.

## Сражение в ущелье

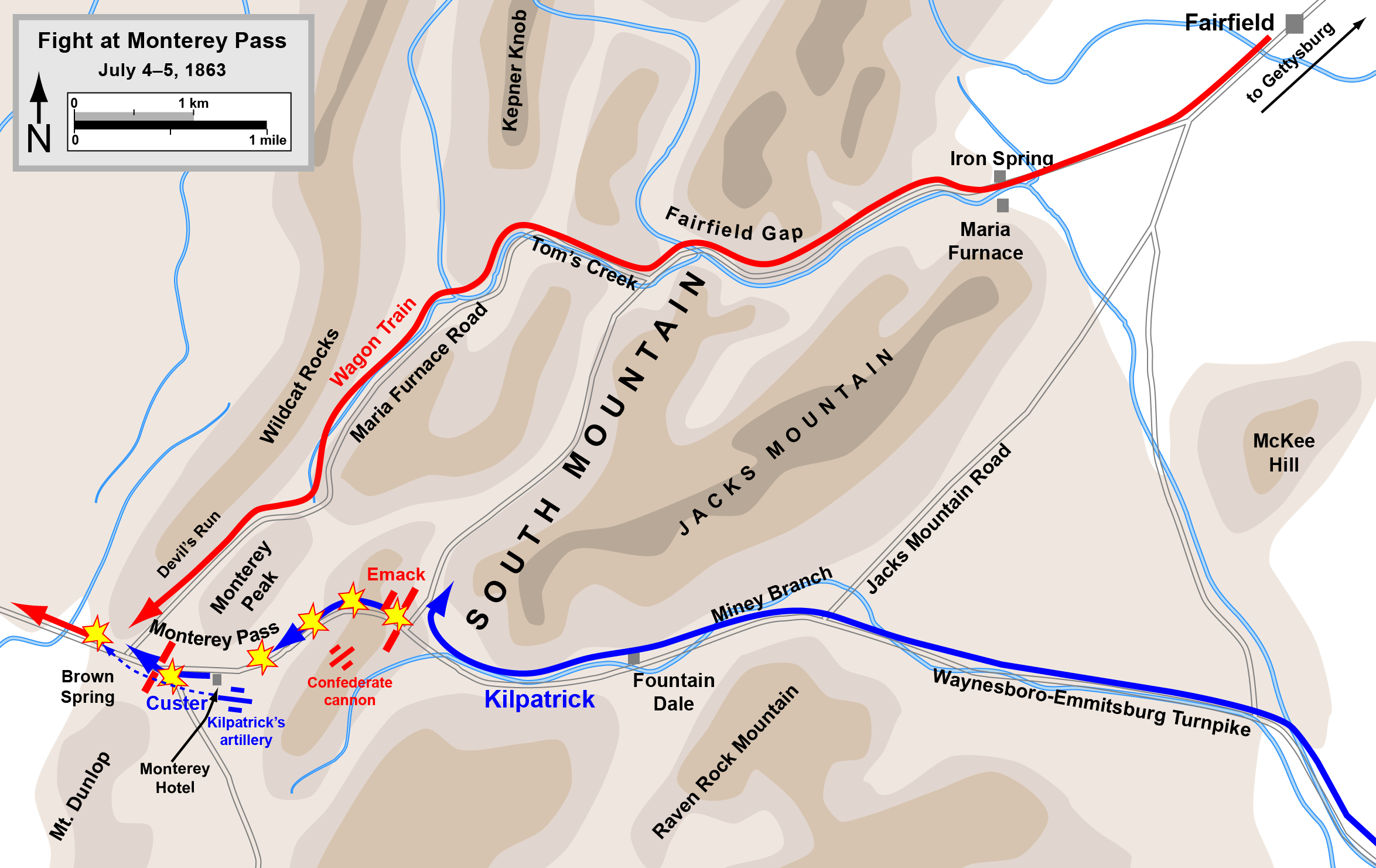
Сражение в Монтеррейском ущелье

Бригадный генерал Джордж Кастер, подчиненный Килпатрика, узнал от местного жителя, что хвост обоза генерала Юэлла достиг курорта «Монтерейский отель» у начала ущелья. Килпатрик несколько опасался артиллерии южан, однако приказал наступать в ущелье. Южане располагали одним 12-ти фунтовым «Наполеоном», который сделал один залп по противнику и отступил, прежде чем его успели атаковать.
Остальные силы Конфедерации состояли из отряда в 20 спешенных кавалеристов капитана Джорджа Эмака и 1-го мерилендского кавалерийского батальона с одним орудием. Когда солдаты 5-го мичиганского полка приблизились к частям Эмака, орудие открыло огонь, а восемь мерилендцев атаковали федеральную колонну. Из-за темноты и ливня федеральные кавалеристы были застигнуты врасплох и многие отступили в панике. Южане спешились и заняли позиции по обеим сторонам дороги. Когда федералы вернулись, южане подпустили их на 10 метров и открыли огонь, и в итоге северяне решили, что столкнулись с серьёзными силами противника. Пока длился этот бой, обозы Юэлла постарались как можно быстрее удалиться от опасного места.
Когда отряд Уильяма Джонса пробрался к месту боя, мерилендский отряд был уже оттеснен на несколько сотен метров, почти до самого обоза. К этому времени уже половина обоза успела пройти ущелье. Джонс пообещал подкрепления от 6-го вирджинского кавполка, так что Эмак приказал держать позицию и беречь патроны. Часть кавалеристов Джонса в это время атаковали федеральную бригаду Хью в тылу колонны Килпатрика.
Килпатрик выдвинул вперед два орудия конной артиллерии из батареи Александра Пеннингтона и прикрыл их кавалеристами 1-го огайского полка. Южане не успели уничтожить мост южнее отеля, поэтому полковник Рассел Элджер (5-й мичиганский КП) запросил подкреплений для атаки через мост. Килпатрик приказал Кастеру провести атаку всеми силами мичиганской бригады. В бой были посланы два полка — 5-й и 6-й мичиганские, но им помешала темнота, рельеф и густой подлесок. Мерилендцы при поддержке нескольких кавалеристов из 4-го северокаролинского полка (из бригады Робертсона) сумели задержать их наступление почти на пять часов.
5-го июля, примерно в 03:00, пока мичиганцы медленно пробивались вперед, Килпатрик послал в бой 1-й западновирджинский полк майора Чарльза Кейпхарта. 640 человек Кейпхарта атаковали противника, которого они полагали «впятеро превосходящим численно» и в рукопашном бою, сражаясь саблями и револьверами, им удалось отбить одно орудие. В 1898 году Кейпхарт получил Медаль Почета за эту атаку. Теперь путь к обозу был открыт.

## Нападение на повозки
Федеральные кавалеристы сразу набросились на беззащитный обоз. Кастер, в порыве энтузиазма, был сброшен с лошади и едва не попал в плен. Генерал Джонс тоже едва избежал плена. Артиллерия Пеннингтона начала обстреливать обоз, разбивая повозки и лишая их всякой возможности отступить. Южане и северяне перемешались в темноте и едва отличали своих от чужих. Северяне несколько раз открывали огонь по своим же людям.
Северяне прошли вдоль всего обоза, пока не достигли пехоты Юэлла, где тоже взяли много пленных. Им пришлось сооружать баррикады около обоза, чтобы сохранить захваченное. Более 1300 южан попало в плен — в основном раненые, но так же рабы, свободные негры и несколько кавалеристов. Большая часть повозок была уничтожена. Позже Килпатрик сообщил. что уничтожил весь обоз Юэлла, хотя на деле ему досталась только небольшая часть всего обоза, который растягивался на 40 миль. Южане потеряли примерно 250 повозок, которые перевозили раненых солдат из бригад Иверсона и Дениела, и раненых трех артбатальонов. 37 потерянных повозок принадлежали дивизии Роберта Родса.

## Последствия
После монтеррейского сражения дивизия Килпатрика 5 июля в 14:00 вышла к Смитсбергу. Стюарт подошел со стороны Южной горы с бригадами Чэмблисса И Фергюсона. Завязалась артиллерийская дуэль, причинившая некоторые разрушения Смитсбергу. К ночи Килпатрик решил отступить, «чтобы спасти пленных, животных и повозки». Около полуночи он прибыл в Бунсборо.
Ли продолжал отступать к Потомаку, ведя небольшие кавалерийские арьергардные бои: при Хагерстауне (6 июля), при Бунсборо (8 июля), при Фанкстауне (7 и 10 июля), а также около Вильямспорта и при Фоллинг-Уотерс (6-14 июля). Выйдя к берегу Потомака, южане обнаружили, что наводнение разрушило понтонный мост и отрезало пути к отступлению. Ли приказал возвести земляные укрепления и стал ждать подхода федеральной армии. Однако, прежде чем Мид успел провести рекогносцировку и атаковать противника, армия Ли отошла через броды и по восстановленному мосту.